# Neprekidnost funkcije
U matematičkoj analizi, funkcija se naziva neprekidnom ili neprekinutom u točki ako se njezina vrijednost u toj točki može aproksimirati kada se sama točka aproksimira nekim brojem.
Stroga matematička definicija neprekidnosti često se uvodi na sljedeći način, koji neki zovu {\displaystyle \epsilon ,\delta } određenjem::15
Neka je na intervalu {\displaystyle I} zadana realna funkcija {\displaystyle f}. Ona je neprekidna u točki {\displaystyle c} intervala {\displaystyle I}, ako za svako {\displaystyle \epsilon >0} postoji barem jedno {\displaystyle \delta >0} takvo da za svako {\displaystyle x} iz intervala {\displaystyle I} za koje je {\displaystyle |x-c|<\delta } mora biti {\displaystyle |f(x)-f(c)|<\epsilon }.

## Neka svojstva funkcija neprekidnih u točki
Dvije leme koje se mogu izreći o neprekidnim funkcijama u točki jesu::20, 21
- Ako je funkcija neprekidna u nekoj točki, onda je ona i ograničena u nekoj okolini te točke.
- Ako je funkcija neprekidna u nekoj točki i ako se ne poništava u toj točki, onda postoji okolina oko te točke u kojoj funkcija ne mijenja predznak.

Određene operacije s neprekidnim funkcijama dovode opet do neprekidnih funkcija, tako su kompozicija i linearna kombinacija neprekidnih funkcija također neprekidne funkcije. Javlja se i tzv. globalni efekt koji znači da su sve elementarne funkcije neprekidne gdje su definirane.

## Druge definicije neprekidnosti funkcije
Heineova karakterizacija neprekidnosti jedna je od brojnih definicija pojma neprekidnosti funkcije.
Definicija glasi:
Neka je {\displaystyle I\subseteq \mathbb {R} } otvoreni interval i {\displaystyle f:I\rightarrow \mathbb {R} } funkcija. Funkcija {\displaystyle f} je neprekidna u točki {\displaystyle c\in I} ako i samo ako za svaki niz {\displaystyle (a_{n})} iz {\displaystyle I} koji konvergira prema {\displaystyle c}, niz {\displaystyle (f(a_{n}))} konvergira prema {\displaystyle f(c)}.
Definicija je nazvana po poznatom njemačkom matematičaru Eduardu Heineu čiji je rad zapažen upravo u području matematičke analize.
Može se pokazati da je ova definicija ekvivalentna Cauchyevoj definiciji neprekidnosti funkcije.

## Limes i neprekidnost
Neprekidnost je u uskoj vezi s limesom (graničnom vrijednošću) funkcije koji se može definirati kao "proširenje funkcije po neprekidnosti".:48, 49 Jedan od teorema koji veže neprekidnost i limes tvrdi da je neprekidnost u nekoj točki c logički ekvivalentna s postojanjem limesa funkcije u toj točki koji je jednak f(c) gdje je f funkcija. Prema tome, neprekidnost se može uvesti i preko limesa, što je često u nekim udžbenicima.
To pišemo kao {\displaystyle \lim _{x\to c}f(x)=f(c).} Intuitivno, ovo znači da je definirana za {\displaystyle x=c} i da nema "skokova".
Ako s {\displaystyle \Delta x} označimo prirast argumenta, onda je prethodni uvjet neprekidnosti ekvivalentan relaciji {\displaystyle \lim _{\Delta x\to 0}[f(x+\Delta x)-f(x)]=0}Naravno, ako funkcija ima derivaciju (izvod) u nekoj točki onda je ona i neprekidna u toj točki.

## Neprekidnost funkcija više varijabli
Za funkcije iz {\displaystyle \mathbb {R} ^{n}} u {\displaystyle \mathbb {R} ^{m}} definicija neprekidnosti je analogna samo što se umjesto apsolutne vrijednosti uvode vrijednosti metrike (razdaljinske funkcije) definirane na tim prostorima.

## Funkcije neprekidne na segmentu
"Dobra" svojstva funkcija neprekidnih na segmentu realnih brojeva dana su u teoremu o ekstremnim vrijednostima, teoremu o međuvrijednostima i Riemannovom teoremu koji kaže da su takve funkcije i integrabilne na segmentu na kojem su neprekidne. Osim toga, takve funkcije se mogu po volji aproksimirati polinomom. 
Skup funkcija neprekidnih na nekom određenom segmentu realnih brojeva primjer je realnog vektorskog prostora (gdje se na funkcije gleda kao na jedinke, kao na vektore).